# Mitteldeutscher Verlag

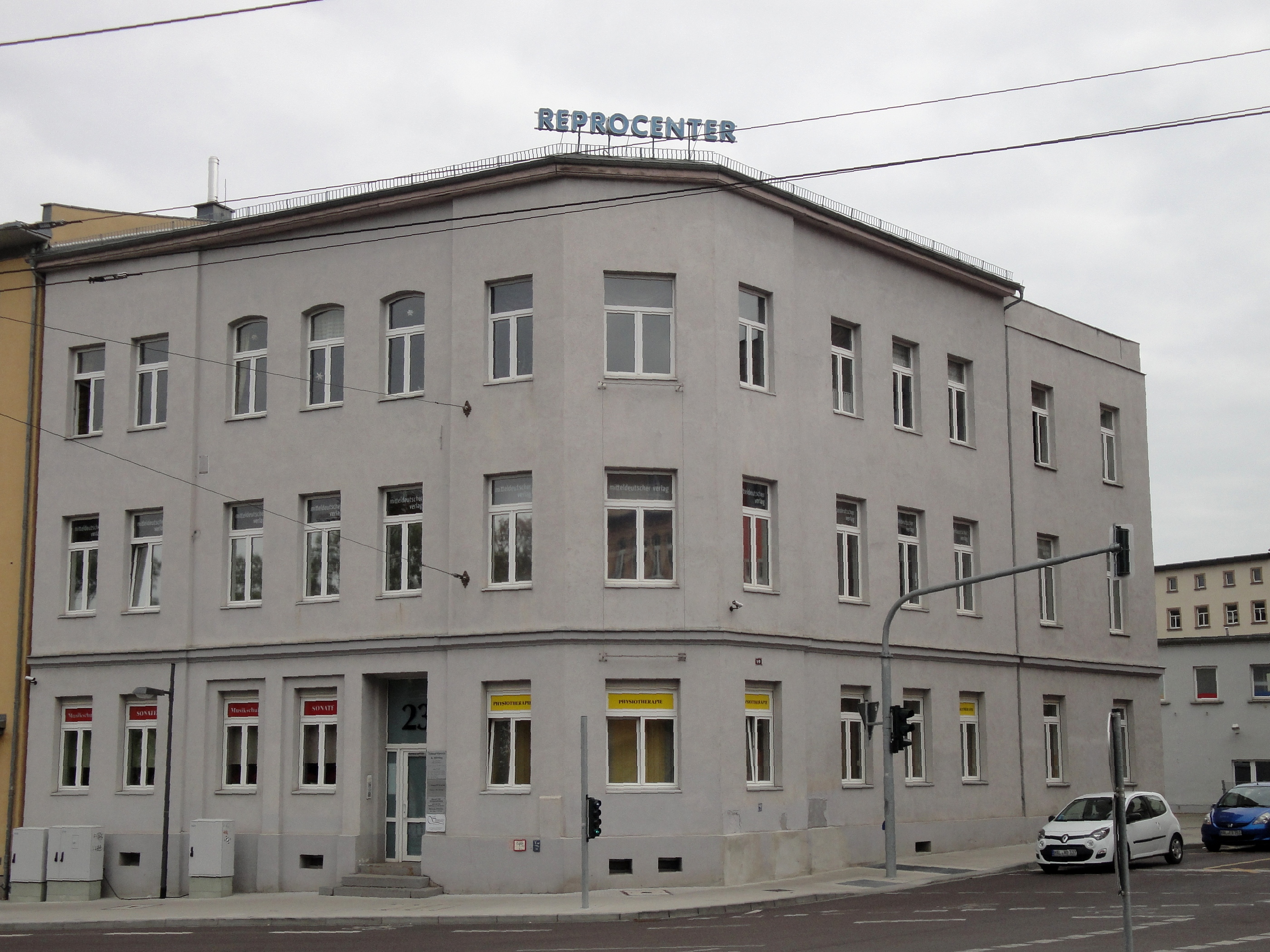
Sitz in Halle (Saale)

Der Mitteldeutsche Verlag (mdv) ist ein unabhängiger Verlag mit Sitz in Halle (Saale). Geschäftsführer ist Roman Pliske. Der Verlag ist Mitglied des Börsenvereins des Deutschen Buchhandels.

## Geschichte

### 1946 bis 1989
Die Mitteldeutsche Verlags-GmbH wurde am 24. April 1946 auf Initiative der Provinzialverwaltung Sachsen als Verlag für Verwaltungsschriften sowie für Werke privater Autoren gegründet. 1947 wurde das Land Sachsen-Anhalt alleiniger Gesellschafter, 1952 erfolgte die Umbenennung in Mitteldeutscher Verlag Halle/Saale. 1959 war der Verlag Mitveranstalter der 1. Bitterfelder Konferenz („Greif zur Feder, Kumpel, die sozialistische Nationalliteratur braucht dich!“), in deren Folge im Mitteldeutschen Verlag verstärkt junge Autoren verlegt wurden. Auf dieser Basis entwickelte sich der Verlag in den 1960er- und 1970er-Jahren zu einem bedeutenden Verlag für Gegenwartsliteratur in der DDR. 
Die Hauszeitschrift des Verlags, Aspekte, die in den Buchhandel ging, informierte regelmäßig über Schwerpunkte des Verlags-Programms. Redaktionsschluss des letzten Heftes war der 8. November 1989.
1963 wurde das Kollektiv des Mitteldeutschen Verlages Halle mit dem Händelpreis des Bezirkes Halle ausgezeichnet.

#### Autoren bis 1989 (Auswahl)
Bruno Apitz, Volker Braun, Günter de Bruyn, Hanns Cibulka, Heinz Czechowski, Elke Erb, Peter Gosse, Uwe Greßmann, Werner Heiduczek, Wolfgang Held, Kerstin Hensel, Bernd Jentzsch, Heinz Knobloch, Manfred Künne, Werner Lindemann, Erich Loest, Erik Neutsch, Georg Maurer, Karl Mickel, Steffen Mohr, Martin Selber, Harry Thürk, Helmut Vogt und Christa Wolf. Zu den nicht belletristischen Autoren gehörte der Pianist, Musikschriftsteller und Herausgeber Bronislaw von Pozniak.

#### Illustratoren bis 1989 (Auswahl)
Karl-Georg Hirsch, Horst Hussel, Wolfgang Würfel.

### 1990 bis 2020
1990 erfolgte die Privatisierung des Verlages durch Management-Buy-out.
Die neu gegründete Gesellschaft erwarb 1997 aus der Gesamtvollstreckung den Namen und die Buchbestände des Verlages.
1998 wurden zwei Fachzeitschriften ins Programm genommen, erfolgreichster Titel in diesem Jahr war Wilhelm Boegers Roman Der Leihbeamte. 1999 erschienen erstmals auch ein Ausstellungskatalog und eine neue historische Fachbuchreihe (Studien zur Landesgeschichte), die das Engagement des Verlags in diesem Segment verstärkt. Bestseller war Bernd Kaufholz’ Buch über authentische Kriminalfälle Tod unterm Hexentanzplatz.
2000 startete die Publikationsreihe der Archivschriften für den Freistaat Sachsen.
2001 wurde die Publikationsreihe Forschungen zur hallischen Stadtgeschichte ins Leben gerufen, 2016 erschien der 23. Band.
2002 erreichte „Erzählt mir doch nich, dasset nich jeht!“ Erinnerungen an Regine Hildebrandt von Kathrin Finke und Rainer Karchniwy Platz 5 in der SPIEGEL-Jahresbestsellerliste.
2003 erschienen mit Kultaxt, Bumerang und Himmelsscheibe. Archäologische Geschichten aus Sachsen-Anhalt und Aufbruch und Entdeckung. Sachsen-Anhalt und das 18. Jahrhundert – eine verteufelt vergnügliche Geschichte erstmals Hörbücher im Mitteldeutschen Verlag.
2004 entstand die Geschenkbuchreihe mdv präsent, die u. a. Mundartprojekte herausbringt. Die Reihen Stadt- und Reiseführer sowie Sachsen-Anhalt und das 18. Jahrhundert wurden 2005 eingeführt. Das Buch Der Waldsteig von Adalbert Stifter in der Gestaltung von Helmut Stabe und Sonja Poll wurde mit dem „Förderpreise für junge Buchgestalter 2005“ der Stiftung Buchkunst ausgezeichnet.
Im Frühjahr 2006 wurde das Belletristikprogramm mit neuer deutscher Literatur wiederbelebt. Im Herbst wurde eine neue Reihe mit übersetzter Literatur eröffnet. Der Verlag ging damit an seine Anfangszeit in den 1940er Jahren zurück, als er bereits Übersetzungen anbot. Der erste Titel der Reihe (Fahrschein bis Minto. Erzählungen aus Indien und Amerika von Sohrab Homi Fracis) wurde von Helmut Stabe gestaltet. Er erhielt eine Prämierung der Stiftung Buchkunst und wurde unter die „Schönsten deutschen Bücher 2006“ gewählt.
Die Belletristik hatte 2007 mit Michael G. Fritz’ Die Rivalen den ersten Erfolg. Junge Autoren wie Kirsten Fuchs, Clemens Meyer und Thomas Pletzinger versammelte die Anthologie zornesrot. Christopher Eckers Psychoroman Madonna wurde „Buch des Jahres“ des Förderkreises deutscher Schriftsteller in Rheinland-Pfalz und dem Saarland.
Die Autorin Reglindis Rauca erhielt 2008 für Vuchelbeerbaamland den Förderpreis für Literatur, Düsseldorf. Ausgezeichnet wurde auch der Bildband Die zweite Avantgarde. Das Fotoforum Kassel 1972–1982, bekam den „Deutschen Fotobuchpreis“ als Siegertitel in der Kategorie Fotobildbände. Im Herbst erschien der Bildband Lost Places von Marc Mielzarjewicz, der darin die marode Industriekultur in Ostdeutschland in Schwarzweiß-Fotografien festhält. In den nächsten Jahren entwickelte sich zu diesem Thema eine Reihe, die auch „Ableger“ anderer Fotografen einschließt.
2009 war thematisch vom 20-jährigen Jubiläum der friedlichen Revolution in der DDR beeinflusst. Im Frühjahr eröffnete der Titel Ich musste raus. 13 Wege aus der DDR von Constantin Hoffmann, im Herbst folgten die Bände Schritte zur Freiheit über Halle und Knüppel, Kerzen, Dialog über Magdeburg. Der Band Carl Gustav Friedrich Hasselbach eröffnete die neue Reihe Magdeburger Schriften. Im Kunst-Segment förderte der Verlag mit der Edierung der Bildbände Antiken der Zukunft (Detlef Suske), Geheime Orte (Johanna Manke) und Halle-Silberhöhe (Robert Schlotter) junge Fotografen, die sich hier erstmals einer größeren Öffentlichkeit in Buchform präsentierten. Mit Der Würfler des amerikanischen Autors Luke Rhinehart wurde ein Kultroman der 1970er Jahre nach längerer Zeit dem deutschen Lesepublikum wieder zugänglich gemacht. Mit dem Titel Galanterie und Frühaufklärung startete die Reihe Kleine Schriften des IZEA im Verlag.
2010 präsentierte sich der Mitteldeutsche Verlag auf der Leipziger Buchmesse mit dem „schönsten Stand des Frühjahrs“ (Mitteldeutsche Zeitung): Mit Hilfe von 15.000 Bleistiften hatten ihn Johannes Albert (Berlin) und Helmut Stabe (Halle) gestaltet. Im Herbstprogramm gab es mit Sven Marquardts zukünftig vergangen die Wiederentdeckung eines unangepassten Kunstfotografen der Vorwendezeit. Eine editorische Großleistung wurde die Ausgabe der zweibändigen Originalen Tagebücher der Fürstin Louise Henriette Wilhelmine von Anhalt-Dessau, die von der Kulturstiftung Dessau-Wörlitz betreut wurde. Die im Fachbuchprogramm veröffentlichte Dissertation Was bleibt von der Stadt der Bürger? von Katrin Minner wurde mit dem Preis der österreichischen Stiftung PRO CIVITATE AUSTRIAE 2010 ausgezeichnet. Zudem erhielt der Bild-Text-Band Weltnest. Literarisches Leben in Leipzig 1970–1990 von Helfried Strauß und Peter Gosse zur Hälfte den erstmals vergebenen Leipziger Rössing-Preis für das schönste Foto- oder Text-Buch der Region.
2011 stand das Thema DDR-Geschichte im Sachbuchbereich im Vordergrund. Endstation Bautzen und Erziehung hinter Gittern berichteten von den Zuständen in Gefängnissen und Jugendwerkhöfen der DDR. Der britische Historiker Bill Niven stellte die Geschichte und Erinnerungskultur zum Untergang der Wilhelm Gustloff im Jahr 1945 vor. Bewegende Erinnerungen enthielt das Buch Ein recht mutiges Herz von Lore Pfeiffer-Wentzel, der Schwiegertochter des von den Nationalsozialisten hingerichteten Carl Wentzel. Bei den Kunstbildbänden gab es mit sehenden Auges von Thomas Steinert und Meine graue Stadt von Norbert Vogel zwei Reminiszenzen an die Messestadt Leipzig in der DDR-Zeit. Die TV-Dokumentation DDR ahoi!, deren Begleitbände im Mitteldeutschen Verlag erschienen, wurde am 1. April mit dem Grimme-Preis ausgezeichnet.
2012 schloss sich der Verlag mit fünf weiteren regionalen Verlagen zur Regionalbuch AG zusammen. Auf der Leipziger Messe präsentierte er u. a. die Erinnerungen des DDR-Skispringers Hans-Georg Aschenbach und den Roman Fahlmann von Christopher Ecker. Zudem gelangte mit Dieter Bubs Begegnungen mit Joachim Gauck das aktuellste Buch zum neuen Bundespräsidenten auf die Messe. Erich Loest kehrte im Frühjahr wieder zum Mitteldeutschen Verlag zurück. Von 1952 bis zu seiner Ausreise 1981 waren seine Titel bereits hier erschienen. Im Herbstprogramm erschien mit der Neuauflage des Karl-May-Romans Swallow, mein tapferer Mustang nach 31 Jahren wieder ein Loest-Titel beim Mitteldeutschen Verlag. Die Reiseführer-Reihe wurde u. a. um die Reiseziele Hildesheim und Braunschweig erweitert. Mit dem Band Repression, Haft, Geschlecht wurde die neue Wissenschaftsreihe Studien zur Geschichte und Kultur Mitteldeutschlands eröffnet. Mit der Veröffentlichung des Magdeburger Kammeratlas sowie des Reisejournals Die Grand Tour des Fürsten Franz von Anhalt-Dessau fanden zwei Quelleneditionen ihren Abschluss. Der Autor André Schinkel erhielt den Walter-Bauer-Preis 2012. Das Kunstbuchprojekt Ich war Lisa. Geburtstagsmonolog/Ich war Sigi. Totenmonolog von Klaus Elle und der Bildband Zu Besuch in Deutschland 1945–2012 von Jürgen Schadeberg erlangten beim „Deutschen Fotobuchpreis“ das Prädikat „Nominiert 2013“.
2013 wurde eine neue Reihe im Reiseführersegment zu jeweils 99 besonderen Orten einer Stadt oder Region mit den Titeln Düsseldorf, Halle, Leipzig und Magdeburg eröffnet. Mit dem Titel Zielvorgabe Todesstrafe. Der Fall Jenrich, der 17. Juni 1953 und die Justizpraxis in der DDR startete die Studienreihe der Landesbeauftragten für die Unterlagen des Staatssicherheitsdienstes der ehemaligen DDR in Sachsen-Anhalt. Der Band Schwierige Orte eröffnete zudem eine Kooperation mit der Stiftung Gedenkstätten Sachsen-Anhalt. Zum Wagner-Jubiläum edierte der Verlag den Titel Der Rhein ist die Elbe. Richard Wagners wahre Welten von Johannes Burkhardt. Die Reihe Stationen zu verschiedenen Künstlern und ihren lokalen Einflüssen wurde gegründet. Der Schwerpunkt im Bereich Lost Places wurde mit den Titeln Lost Places Harz (Marc Mielzarjewicz) und Untermaierhofers Vergessene Orte im Ruhrgebiet weiter ausgebaut. Zudem schuf Harald Kirschner mit seinem Bildband Patina einen Blick auf Halle (Saale) in den 1980er Jahren.
2014 wurde dem Bildband Wünsdorf. Eine russische Stadt in der DDR von Andreas Franke und Detlev Steinberg vom „Deutschen Fotobuchpreis“ das Prädikat »Nominiert 2015« zugesprochen. Eröffnet wurde die neue Reihe Ateliergespräche mit dem Titel Einkreisen. 15 Sitzungen zu einem Porträt des Malers Sighard Gille. Mit dem Titel Gelindes Grausen. Tagebuch 2011–2013 erschien Erich Loests letztes Buch im Mitteldeutschen Verlag. Spitzentitel im Herbst war der Bildband Die Welt der verlassenen Orte/World’s Lost Places mit Aufnahmen internationaler Fotografen. Harald Kirschners Vom Heimischwerden über den Leipziger Stadtteil Grünau war innerhalb weniger Monate ausverkauft. Mediale Aufmerksamkeit erlangte die Untersuchung Disziplinierung durch Medizin. Die geschlossene Venerologische Station in der Poliklinik Mitte in Halle (Saale) 1961 bis 1982, die wenige Wochen nach Erscheinen die 3. Auflage erreichte. Weitere Titel widmeten sich u. a. den Jubiläen 25 Jahre friedliche Revolution und 100 Jahre Ausbruch des Ersten Weltkriegs. Zudem erschien mit der Geschichte Anhalts in Daten ein Projekt des Studium Hallense e. V. im Verlag. Neu im Programm war die Literaturzeitschrift allmende, die mit der Nr. 93 weitergeführt wird. Mit sieben Titeln präsentierte sich im Herbst erstmals der Morio Verlag. Die Heidelberger Neugründung ist ein Imprint des Mitteldeutschen Verlags. Der Morio Verlag setzt u. a. die Reihe Stationen fort und startete ein anspruchsvolles belletristisches Programm.
2015 setzte der Verlag im Frühjahr seine Bildbandreihe mit Titeln wie Verlassene Orte zwischen Harz, Lausitz und Thüringer Wald von Stefan Dietze und Spuren der Arbeit von Maix Mayer fort. Ungewöhnliche Perspektiven boten die drei Projekte Lütje Lüüd in Hannover, Lüttje Leut in Hamburg und Berlin Knetografie. In der Reihe Bibliothek der Entdeckungen veröffentlichte der litauische Autor Alvydas Šlepikas mit seinen Roman Mein Name ist Marytė. Mit Magdalenes Geheimnis lag ein historischer Halle-Roman vor, der die Geschichte einer starken Frau erzählt. Hanne Walter und Henning Kreitel führten mit Uff’n Bier in die Berliner Kneipenszene. Eine Reminiszenz an das Cranachjahr 2015 war der Reiseführer Wege zu Cranach. Im Sachbuchprogramm nahm der Titel Der verratene Verräter. Wolfgang Schnur: Bürgerrechtsanwalt und Spitzenspitzel 25 Jahre nach der letzten Volkskammerwahl 1990 eine der schillerndsten Figuren dieser Zeit ins Visier. Doris Liebermann beschrieb zudem mit der Geschichte des 1. Leipziger Herbstsalons von 1984 Ein Piratenstück der DDR-Kunstgeschichte. Mit dem von der Historischen Kommission für Sachsen-Anhalt herausgegebenen Jahrbuch Sachsen und Anhalt edierte der Mitteldeutsche Verlag ein weiteres wissenschaftliches Periodikum. Beim Wettbewerb „Deutscher Fotobuchpreis 2016“ bekamen die Bildbände Vergessene Sieger. Jahre danach, Zeit ohne Wiederkehr. Fotografien aus der DDR von 1978 bis 1990 und Beyond Cold War das Prädikat „Nominiert“ zuerkannt.
2016 erlangte Christopher Eckers Roman Der Bahnhof von Plön mediale Aufmerksamkeit. Die Reihe Magische Orte von Peter Traub kombiniert poetische Texte und Bilder und führte im ersten Teil zu mystischen Orten in Sachsen-Anhalt. Zum Erfolgstitel des Frühjahrs wurde die Dokumentation „Wir haben nur die Straße.“ Die Reden auf den Leipziger Montagsdemonstrationen 1989/90. Der Musikjournalist und Autor Siegfried Schmidt-Joos veröffentlichte im Herbst seinen Erinnerungsband Die Stasi swingt nicht. Ein Jazzfan im Kalten Krieg. Anlässlich des 500. Jahrestages der Reformation 2017 erschien der Titel Gespaltene Welt. Schauplätze der Reformation von Günter Kowa und Henning Kreitel. Das Jahr beschloss thematisch der Titel Weihnachten in der DDR. Neuer Bestandteil des Programms wurde die Reihe Quellen und Forschungen zur Geschichte Sachsen-Anhalts.
2017 wurde im Rahmen des litauischen Gastlandauftrittes zur Leipziger Buchmesse der Erzählband Der Regengott und andere Erzählungen des Bestsellerautors Alvydas Šlepikas übersetzt. Zudem erschien die Anthologie kein streicheln von jungen Autoren aus Litauen sowie das Märchenbuch Ein glücklicher Mensch. Der Surferroman Im grünen Raum von Saint-Leu erzählte eine Geschichte. Friedrich Magirius, einer der Protagonisten der friedlichen Revolution, legte mit Gelebte Versöhnung seine Autobiografie vor. Der Bildband Gera Lusan über die Plattenbauten der Stadt in den 1970er Jahren wurde auf die Shortlist des Architectural Book Award 2016 gewählt. In Ausblick auf den Gastlandauftritt im Rahmen der Frankfurter Buchmesse 2018 erschienen im Verlag einige Bücher zu Georgien. Mit Aka Mortschiladse übersetzte der Verlag einen zeitgenössischen Autor des Landes. Gerald Hänel beschrieb mit seinem Bildband Auf dem Balkon Europas eine Reise in das Land. Kathrin Groß-Striffler veröffentlichte ihre Erzählungen Eine Tasse Tee. Zudem erschien der Erzählband Andere Häfen vom Autor Christopher Ecker. Die vergängliche Kreidekunst des amerikanischen Street-Art-Künstlers David Zinn wurde erstmals in dem Bildband Sluggo & Phil vorgestellt.
2018 drehte sich um Georgien, der Gastlandauftritt zur Frankfurter Buchmesse bestimmte das Programm des Verlags. Mit Heiliges Dunkel erschien ein humoristisch-ironisches Buch über das Leben im Gulag. Zwei weitere Titel von Aka Mortschiladse ergänzten das Programm: das epische Werk Santa Esperanza und der Roman Obolé. Die Bildbände Die Seele Georgiens von Wolfgang Korall und Wartezimmer zum Glück von drei georgischen Fotografinnen zeigten zwei Seiten des Landes. Georgiens Geschichte in 33 Objekten und Werte Georgiens werfen jeweils einen Blick auf das historische und kulturelle Erbe Georgiens sowie die moderne Gesellschaft mit westlichem Charakter. Volker Dittrichs Paradies am Rande Europas über die Entwicklung Georgiens war nach wenigen Monaten ausverkauft. Die neue Reihe Philosophie für unterwegs startete mit einer Annäherung an Machiavelli, Nietzsche und Epikur. Zudem erschien die 100. Ausgabe der Literaturzeitschrift allmende. Außerdem erhielt der Verlag den Saba-Literaturpreis für den besten ausländischen Verlag für georgische Literatur. Zudem wurde die vietnamesische Autorin Ngyuen Ngoc Tu für ihren Erzählband Endlose Felder mit dem LiBeraturpreis 2018 ausgezeichnet, Autor Christopher Ecker erhielt den Kunstpreis des Saarlandes 2018, der Georg Dehio-Förderpreis ging an Alvydas Šlepikas und seinen Übersetzer Markus Roduner für den Roman Mein Name ist Marytė und Anna Sperk erhielt den Klopstock-Förderpreis des Landes Sachsen-Anhalt für ihren Debütroman Die Hoffnungsvollen.
2019 legte Jörg Sobiella mit Weimar 1919 ein Panorama vom Gründungsparlament der Weimarer Republik und der Stadt vor. Außerdem veröffentlichte Peter Wensierski das Sachbuch Fenster zur Freiheit. Die radix-blätter. Untergrundverlag und -druckerei der DDR-Opposition. Neun Bücher über authentische Kriminalfälle hat Bernd Kaufholz seit 1999 im Mitteldeutschen Verlag verfasst, zuletzt mit dem Leichenpuzzle von Anhalt. Dies war Anlass, die spektakulärsten davon in einer Best-Of-Ausgabe erneut zu präsentieren. Tanja Langer schrieb den Roman Meine kleine Großmutter & Mr. Thursday oder Die Erfindung der Erinnerung. Nominiert zum „Fußballbuch des Jahres 2019“ wurde Männer im Abseits von Karel Poláček. Zudem gelangte Tomasz Lewandowski mit seinem Bildband Auschwitz – Fall of the Modern Age auf die Shortlist des „Deutschen Fotobuchpreises 2019“. Der Abschluss war die Auszeichnung „Deutscher Verlagspreis“, die im Rahmen der Frankfurter Buchmesse verliehen wird.

### Autoren nach 1989
- Jörg Bernig
- Bov Bjerg
- Sebastian Brock
- Christopher Ecker
- Gregor Eisenhauer
- Carl-Christian Elze
- Swen Ennullat
- Detlef Färber
- Kurt Fricke
- Michael G. Fritz
- Herbert Genzmer
- Hans-Hendrik Grimmling
- Nicolaus Heinen
- Pascal Hill
- Christine Hoba
- Jörg Jacob
- Grit Kalies
- Hans-Joachim Kertscher
- Jutta Kranich-Rittweger
- Henning Kreitel
- Peter Leske
- U. S. Levin
- Philip Meinhold
- Michael Pantenius
- Reglindis Rauca
- Michael Richter
- Jörg Schieke
- André Schinkel
- Anna Sperk
- Bernhard Spring
- Christoph Steier
- Anne von Vaszary
- Rudolf von Waldenfels
- Joachim Walther
- Hanns von Mühlenfels
- Michael Moll

### Fotografen
- Sebastian Hesse
- Sven Marquardt
- Marc Mielzarjewicz
- Dietmar Riemann